# Dogú

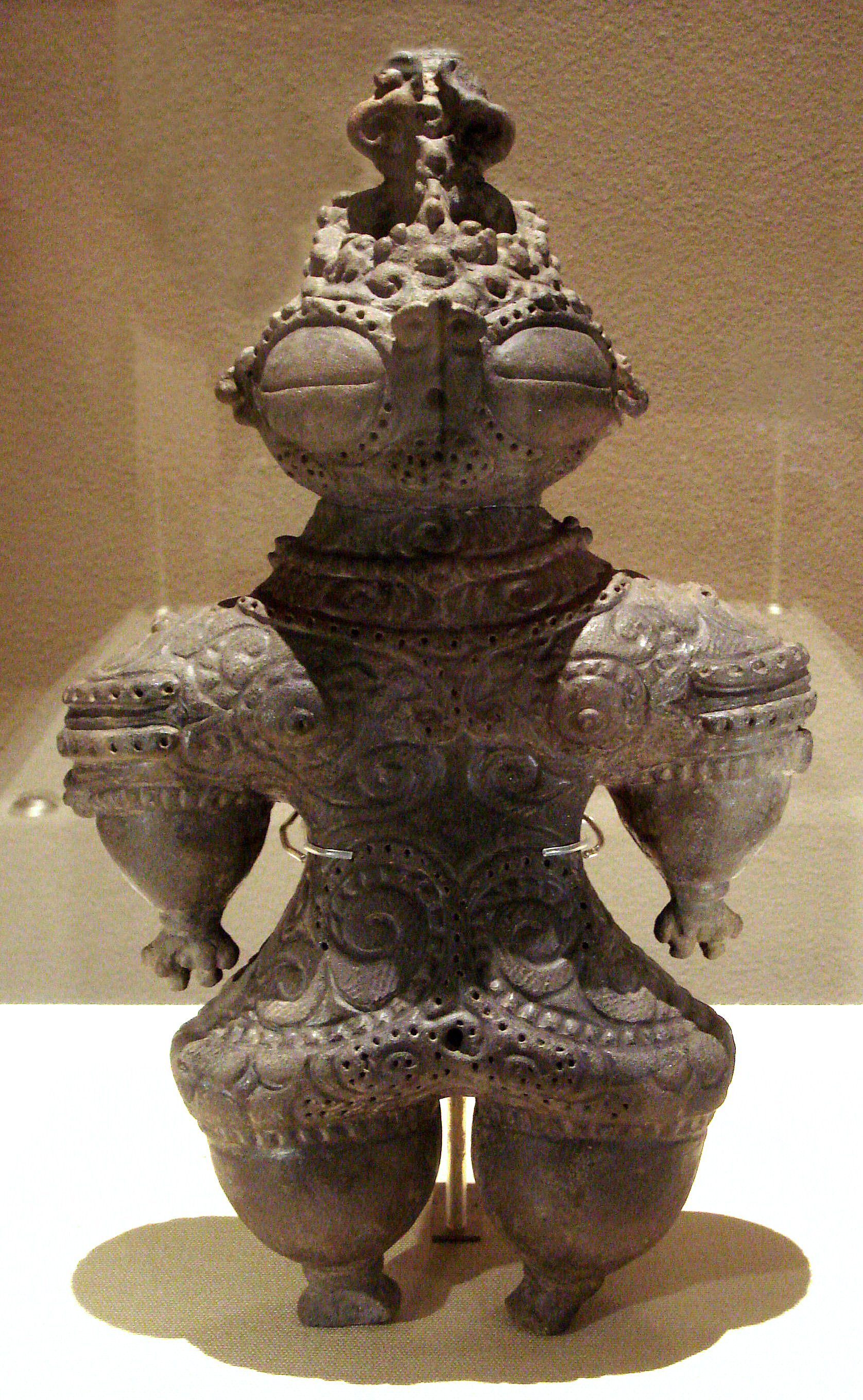
Dogú figura a Dzsómon-korból

A dogú (土偶) egyfajta sajátságos kő vagy agyagfigura az őskori Japánból, a Dzsómon-korból.
A kezdeti korban még ritkán találtak figurákat, ám a középső Dzsómon-korszaktól kezdve elnyerik végleges formájukat, és elterjednek egészen a Jajoi-korig, amikor eddig még tisztázatlan körülmények miatt eltűnnek. Helyileg Kelet-Japánban találták a legtöbb szobrot, de Kjúsútól az északi Aomorig is kerültek elő dogúk. A mai Japánban mintegy 15 000 dogú található.

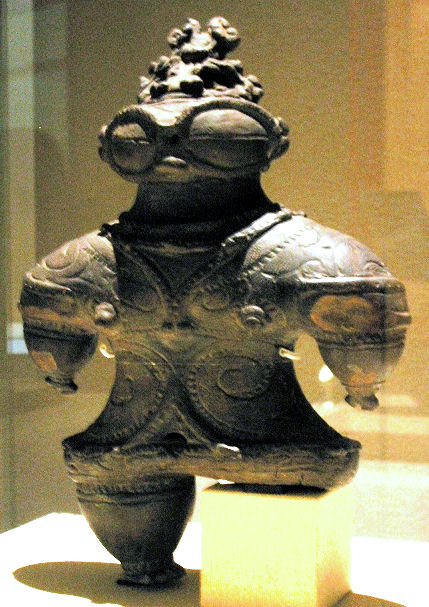
Sakóki-dogú

Általában agyagból készítették őket, és 3–40 cm magas voltak. Többségük antropomorf alak, terhes nőkre emlékeztetnek kidülledő szemmel, maszkszerű arccal, széles csípővel, nagy combbal, fenékkel, ezért is tulajdonítanak nekik termékenységi szimbólum funkciót. Mások az anyaistennőhöz hasonlítják, megint mások a betegségelűzéshez társítják, vagy az elhunytak szellemeivel kapcsolatos rituális feladatok ellátásához. Azonban az kijelenthető, hogy nagyon kevés szobor került elő épen, gyakran láthatóak rajtuk, hogy szándékosan törték el őket, talán valamiféle rítus vagy szokás miatt.
Egyik legjellegzetesebb alakja a Sakóki-dogú, a dülledt szemű típusú figura. Ha ma megkérdeznek egy japánt a dogúról, általában ez az az alak, ami először beugrik neki róla.
A Japán őstörténetére vonatkozó mai ismereteink alapján nem tudjuk megmagyarázni, hogy miért is haltak ki a Jajoi-korszak kezdetével ezek a szobrok, és egészen a Kofun-kor közepéig, a haniva szobrok megjelenéséig miért is hiányoznak az emberalakos ábrázolások a dogúk eltűnése után.